# Cyrtodactylus pageli
Cyrtodactylus pageli es una especie de gecos de la familia Gekkonidae.

## Distribución geográfica yhábitat
Es endémica de una zona kárstica del noroeste de Laos. Su rango altitudinal oscila entre 260 y 300 m s. n. m..